# 南花园街道
南花园街道，是中华人民共和国辽宁省抚顺市新抚区下辖的一个乡镇级行政单位。2019年11月29日，撤销南花园街道，将其所辖行政区域划归刘山街道管辖。

## 行政区划
南花园街道下辖以下地区：
湖边社区、湖西社区、十一厂住宅社区、花园社区、老楼社区和三利社区。